# دوغلاس لوبيز
دوغلاس أندري لوبيز أرايا (بالإنجليزية: Douglas Andrey López Araya) هو لاعب كرة قدم محترف كوستاريكي من مواليد 21 سبتمبر 1998، يلعب في مركز خط الوسط لنادي هيريديانو في دوري كوستاريكا لكرة القدم، كما يلعب لمنتخب كوستاريكا.

## روابط خارجية
- دوغلاس لوبيز  على سكروي